# 1763
Het jaar 1763 is het 63e jaar in de 18e eeuw volgens de christelijke jaartelling.

## Gebeurtenissen
februari
- 10 - De Vrede van Parijs wordt getekend. Met dit verdrag tussen Groot-Brittannië, Frankrijk, Spanje en Portugal komt feitelijk een eind aan de Zevenjarige Oorlog. Frankrijk draagt de kolonie Canada over aan de Britten.
- 15 - Met de Vrede van Hubertusburg tussen het koninkrijk Pruisen, het aartshertogdom Oostenrijk en het keurvorstendom Saksen wordt de Zevenjarige Oorlog formeel beëindigd.
- 23 - De slaven in de Zeeuws-Hollandse kolonie Berbice komen in opstand wanneer het Nederlandse garnizoen door "hevige koortsen" is teruggebracht tot twintig man. De slavenopstand van Berbice, onder leiding van Cuffy, kan pas na maanden strijd worden onderdrukt.

mei
- 9 - Een coalitie van indianenstammen onder Chief Pontiac begint het Beleg van Fort Detroit

juni
- 14 - Op het VOC-schip Nijenburg breekt muiterij uit.
- Een grote indianenopstand verandert Noord-Amerika voorgoed. Gevangenen worden gescalpeerd en burgers gemarteld als de indianen in 1763 hun koloniale heersers zat zijn. De Engelsen reageren met list, bedrog en biologische wapens. Noord-Amerika zal nooit meer hetzelfde zijn.[1]

juli
- 25 - Beurskrach in Amsterdam als gevolg van het faillissement van de gebroeders De Neufville dat een aantal gerenommeerde bankiershuizen meesleept.

augustus
- augustus - Internationale beurskrach als gevolg van het faillissement van de gebroeders De Neufville op 25 juli in Amsterdam. Als gevolg van de crisis gaan meer dan honderd bedrijven in Hamburg, Frankfurt, Stockholm en Berlijn failliet.
- 18 - De 7-jarige Mozart en zijn 12-jarige zuster geven in Frankfurt een concert. Tot de toeschouwers behoort de 13-jarige Goethe.

zonder datum
- De uit Duitsland afkomstige tsarina Catharina II van Rusland vaardigt een decreet uit dat Duitse vrije immigratie in Rusland mogelijk maakt. Vooral in het onbewoonde oosten, langs de oevers van de Wolga, vestigen zich duizenden Duitsers, vaak om hun geloof vervolgd.
- In Napels breekt hongersnood uit.
- In Pruisen wordt onderwijsplicht ingevoerd.

## Beeldende kunst

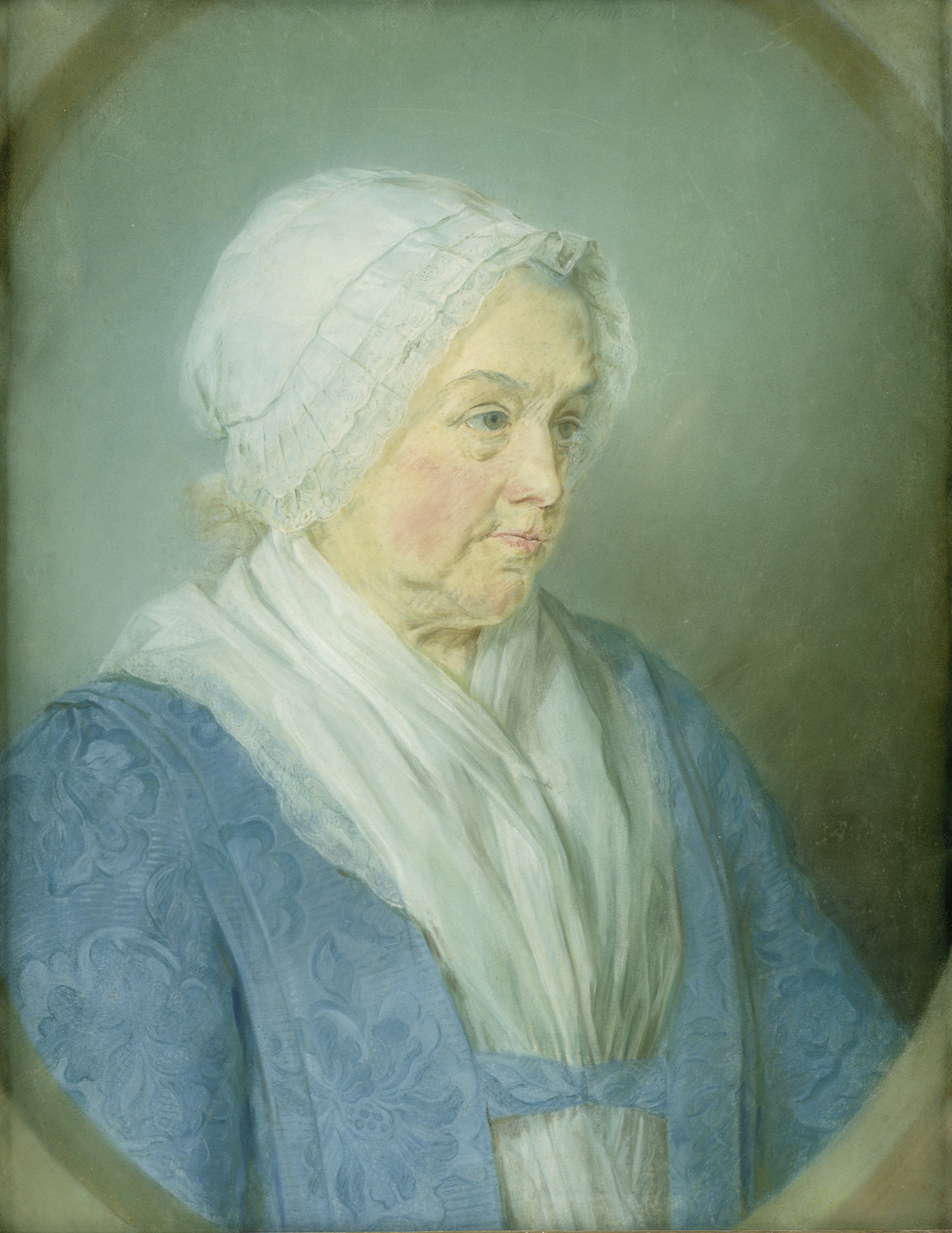
Sara Hinloopen (1763) Jean-Baptiste Perroneau, Rijksmuseum, Amsterdam

## Bouwkunst

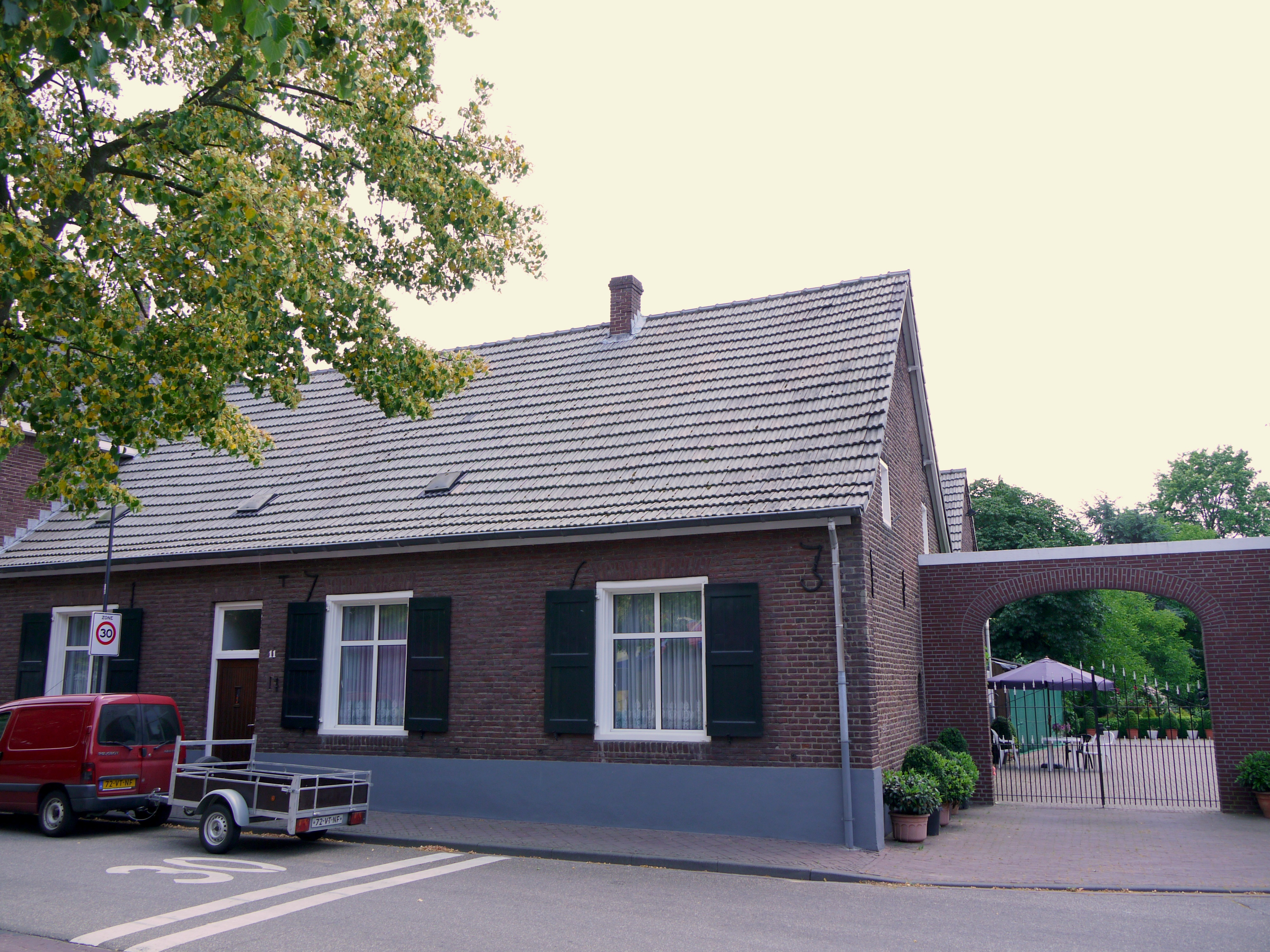
Woonhuis, Lottum (1763)